# Sergio Ortíz
Sergio Fabián Ortíz (Florencio Varela, 23 febbraio 2001) è un calciatore argentino, centrocampista del Dep. Riestra in prestito dall'Independiente.

## Caratteristiche tecniche
Gioca come centrocampista centrale.

## Carriera
Ortíz è cresciuto nel settore giovanile dell'Independiente, con cui ha debuttato in prima squadra il 21 luglio 2022 nell'incontro di Primera División perso 2-1 contro il Defensa y Justicia. Il 29 novembre dello stesso anno ha firmato il suo primo contratto professionistico. Il 7 maggio 2022 ha segnato il suo primo gol nel pareggio per 2-2 contro l'Argentinos Juniors.
Nel gennaio del 2024 è stato ceduto in prestito all'Atl. Tucumán.

## Statistiche

### Presenze e reti nei club
Statistiche aggiornate al 20 marzo 2024.
| Stagione        | Squadra         | Campionato      | Campionato | Campionato | Coppe nazionali | Coppe nazionali | Coppe nazionali | Coppe continentali | Coppe continentali | Coppe continentali | Altre coppe | Altre coppe | Altre coppe | Totale | Totale | Totale |
| Stagione        | Squadra         | Comp            | Pres       | Reti       | Comp            | Pres            | Reti            | Comp               | Pres               | Reti               | Comp        | Pres        | Reti        | Pres   | Reti   |        |
| --------------- | --------------- | --------------- | ---------- | ---------- | --------------- | --------------- | --------------- | ------------------ | ------------------ | ------------------ | ----------- | ----------- | ----------- | ------ | ------ | ------ |
| 2022            | Independiente   | PD              | 1          | 0          | CA+CdL          | 0               | 0               |                    | -                  | -                  |             | -           | -           | 1      | 0      |        |
| 2023            | Independiente   | PD              | 21         | 1          | CA+CdL          | 3+5             | 0               |                    | -                  | -                  |             | -           | -           | 29     | 1      |        |
| 2024            | Atl. Tucumán    | PD              | 0          | 0          | CA+CdL          | 0+6             | 0               |                    | -                  | -                  |             | -           | -           | 6      | 0      |        |
| Totale carriera | Totale carriera | Totale carriera | 22         | 1          |                 | 14              | 0               |                    | -                  | -                  |             | -           | -           | 36     | 1      |        |